# Andes marmoratiformis
Andes marmoratiformis är en insektsart som beskrevs av Hajime Ishihara 1957. Andes marmoratiformis ingår i släktet Andes och familjen kilstritar. Inga underarter finns listade i Catalogue of Life.